# 물물교환

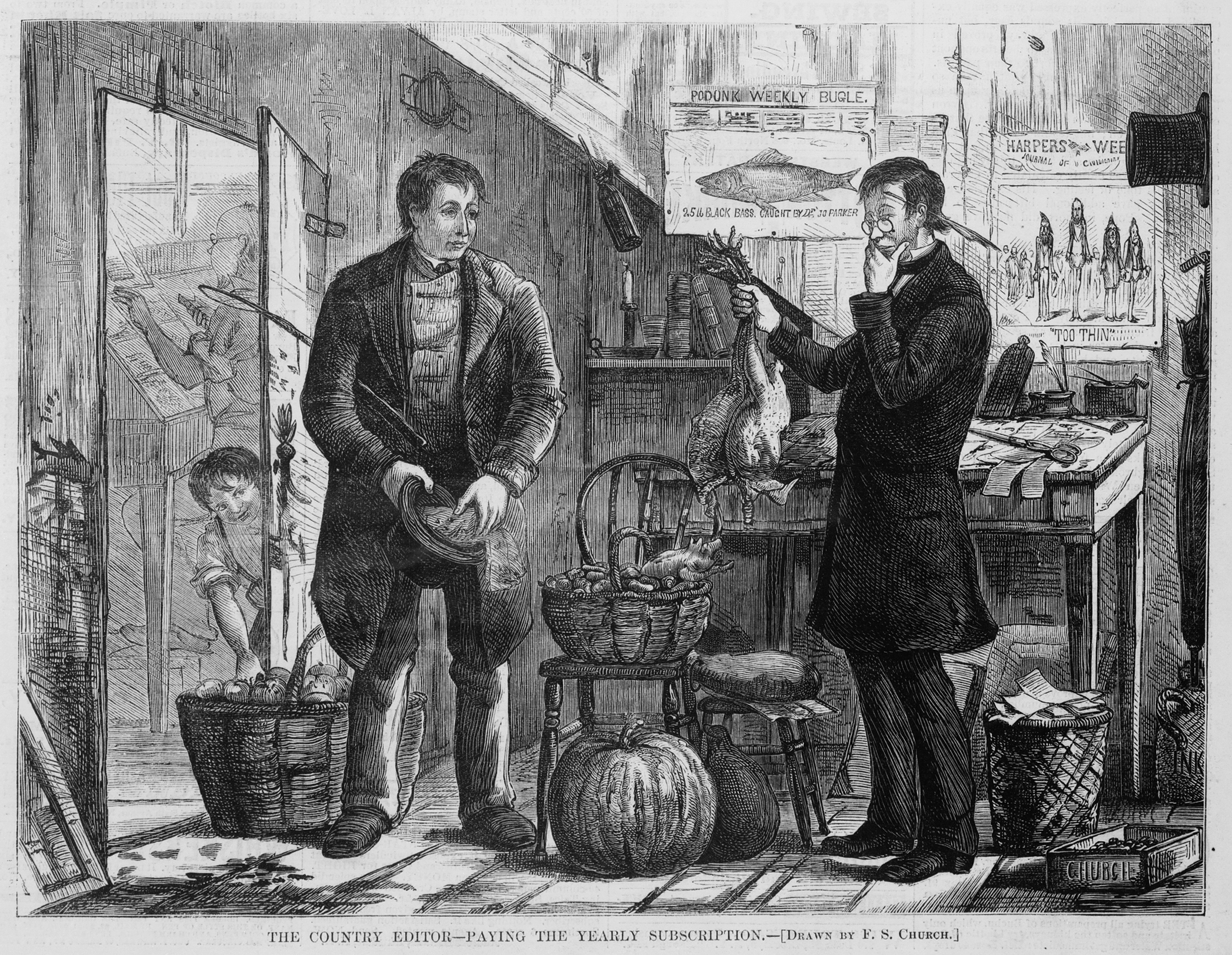
1874년 그림, 닭을 대가로 물물교환을 요구하는 남자.

물물교환(物物交換, barter 바터[*])은 재화나 용역을 화폐 따위의 교환수단 없이 직접 교환하는 것을 말한다.

## 교환 (법학)
교환(交換)은 당사자가 서로 금전 이외의 재산권을 이전하기로 약정함으로써 성립하는 계약(대한민국 민법 제596조)이다. 매매에서는 재산권의 양도에 대한 반대급부가 대금인 데 반하여, 교환에서는 반대급부도 역시 재산권의 양도이다. 그러므로 교환계약에 기초해서 두 개의 양도행위가 행하여지며 양자는 서로 상환성·대가성을 갖는다. 양당사자가 서로 금전 이외의 재산권을 이전시키는 점이 매매와 다른 점이다(매매에서는 당사자의 일방은 금전을 지급한다). 금전의 보충지급을 약정한 때 매매대금에 관한 규정이 준용되게 된다(567조). 교환 계약은 유상계약, 쌍무계약, 일시적 계약이다. '환금(換金)'은 금전의 소유권을 상호간에 이전시키는 것이므로 법률적으로는 매매도 아니며 교환도 아니다. 그러나 어떻든지 일조의 유상계약이므로 매매의 규정이 준용된다(567조 참조). 교환은 역사적으로는 매매보다도 먼저 발달한 것이지만 오늘날에는 눈에 띄게 그 이용이 적어졌다.

### 보충금부 교환
보충금부 교환(補充金附 交換)이란 교환에서 목적물의 가격이 있는 경우, 차액(差額)을 금전으로 보충(補足)해서 행하여지는 교환을 말한다. 보충금(補足金)에 관하여는 매매의 대금에 관한 규정(585조-589조)이 준용된다(597조). 그 외에는 교환과 동일하다.

## 같이 보기
- 선물 경제
- 국제무역
- 자연 경제
- 대가성
- 단순한 삶
- 트레이딩 카드

## 참고 자료
- 이 문서에는 다음커뮤니케이션(현 카카오)에서 GFDL 또는 CC-SA 라이선스로 배포한 글로벌 세계대백과사전의 내용을 기초로 작성된 글이 포함되어 있습니다.